# Аэропорт имени Бен-Гуриона (станция)
Аэропорт им. Бен-Гуриона (ивр. תחנת הרכבת נמל התעופה בן גוריון‎, Tahanat HaRakevet Nemal HaTe’ufa Ben Gurion) — станция Израильских железных дорог, расположенная на нижнем уровне Терминала 3 международного аэропорта Бен-Гурион. Станция открылась 10 октября 2004 одновременно с открытием Терминала 3. Железнодорожная линия, идущая на северо-запад от станции, соединяет её с Тель-Авивом и ведёт на север, а в другом направлении от станции железная дорога расходится на юг до Лода и на юго-восток до Модиина и Иерусалима.

## Услуги

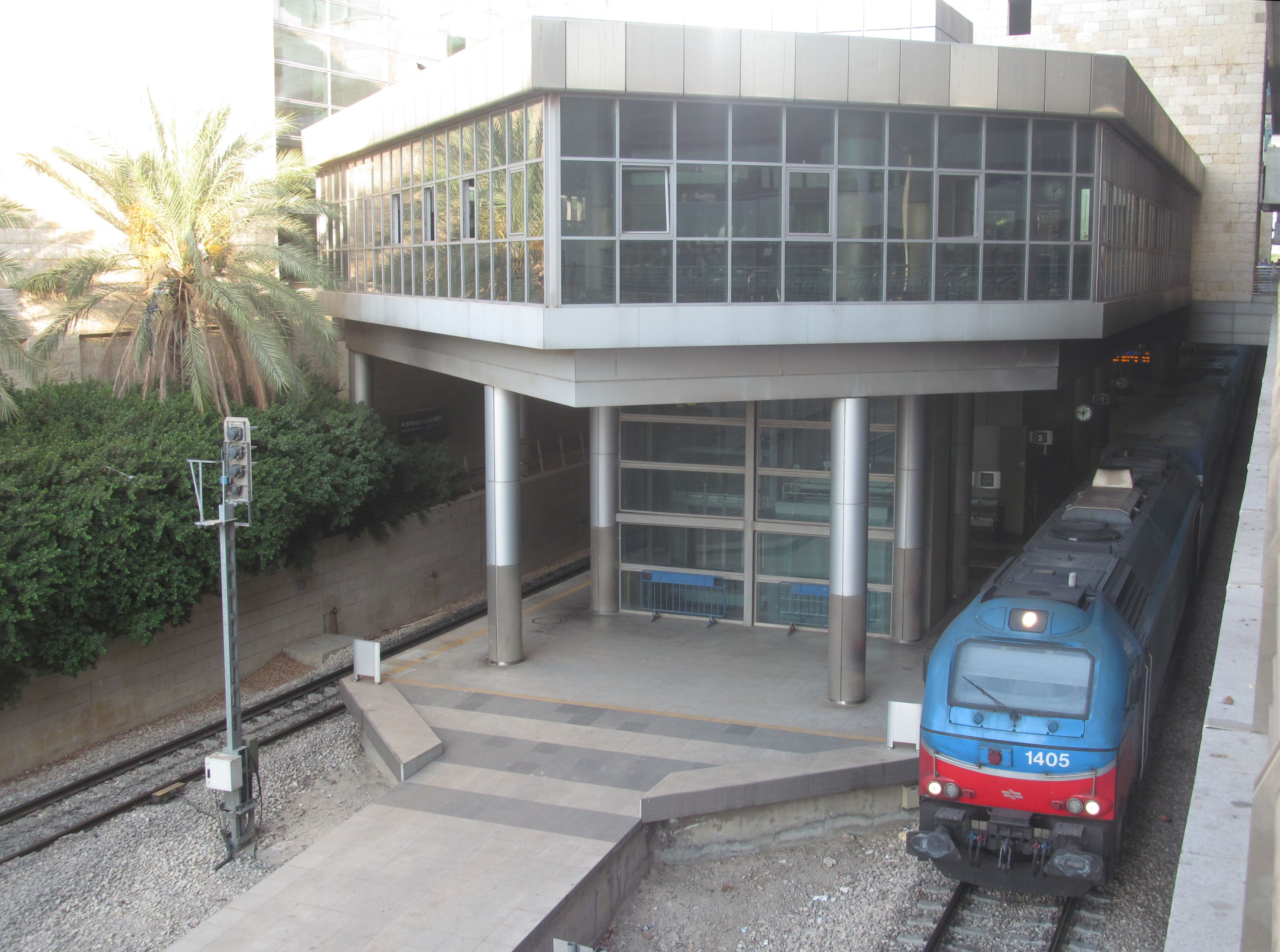
Поезд, идущий на запад, на станции, вид с уровня прибытия.

В настоящее время станция обслуживает три пассажирские линии. В августе 2019 года она обслуживал в среднем около 22 тысяч пассажиров в день, но количество пассажиров резко сократилось с введением ограничений на поездки из-за COVID-19.

### Нагария — Хайфа — Тель-Авив — Модиин
Поездка по железной дороге от аэропорта Бен-Гурион до центрального вокзала Тель-Авива Савидор занимает 15-20 минут (с промежуточными остановками на станциях Ха-Шалом и Ха-Хагана в Тель-Авиве). Большинство поездов, следующих на север из аэропорта, затем проходят мимо Тель-Авива и завершают путь в Нагарии на севере Израиля, делая остановки в Биньямине, Хайфе, Крайоте и Акко (общее время в пути от аэропорта до Нагарии составляет около 2 часов). Поездки в и из Нагарии осуществляются с 5:00 до 15:00 после полуночи следующего дня, за исключением Шаббата (то есть с вечера пятницы до вечера субботы) и еврейских праздников, по два раза в час и в обратном направлении от аэропорта, до Модиина на юго-восток. До пандемии COVID-19 линия работала 24 часа в сутки, кроме Шаббата и еврейских праздников, и ходил один поезд в час поздно ночью и рано утром.

### Герцлия — Тель-Авив — Иерусалим
Станция является остановкой на линии Тель-Авив — Иерусалим. Время в пути от аэропорта до станции Навон в Иерусалиме составляет чуть менее 25 минут, поезда ходят каждые 30 минут. В обратном направлении поезда останавливаются на железнодорожной станции Герцлия, делая остановки на железнодорожных станциях Тель-Авива. Эта линия поэтапно продлевается на север по мере продолжения электрификации; Планируется, что она возьмет на себя обслуживание Биньямины, Хайфы и Крайота с линии на Модиин и в конечном итоге достигнет Кармиэля на севере Израиля. В этот момент ночные перевозки будут осуществляться по реконструированной линии Иерусалим-Кармиэль.

### Ночные поезда на юг Израиля
До пандемии COVID-19 поздним вечером и ранним утром ходил один поезд в час в аэропорт и из центра Беэр-Шевы через Лод, Реховот, Ашдод, Ашкелон и отдельные промежуточные остановки.

### Перспективы
В связи с вводом новой скоростной линии до Иерусалима и текущим строительством двух новых железнодорожных линий (новой восточной линии и новой линии Ришон ле-Цион — Модиин), которые соединятся с линией аэропорта Бен-Гурион (дополнительно 6 км двухпутки) будут построены новые платформы на южной стороне нынешней станции, чтобы приспособиться к увеличению трафика.

## Схема станции
Нумерация платформ увеличивается в направлении с севера на юг
| Платформа 1         | → Продвижение к Центральному (Паатей Модиин) → → Продвижение к Иерусалиму — Ицхак Навон (конечная) →                                          |
| Островная платформа | |
| Платформа 2         | ← Нагария-Модиин возвращается в Нагарию ( Тель-Авив — Ха-Хагана) ← Герцлия — Иерусалим Возвращение в сторону Герцлии ( Тель-Авив — Ха-Хагана) |